# Muž v letech
Muž v letech (ve francouzském originále L'Homme entre deux âges) je opereta o jednom dějství na libreto Émila Abrahama na motivy bajky Muž v letech a jeho dvě milenky Jeana de La Fontaine. Na hudbě se vedle oficiálního autora Henriho Cartiera podílel Léo Delibes. Opereta měla premiéru 6. května 1862 v pařížském divadle Théâtre des Bouffes-Parisiens.

## Vznik a historie díla
Divadlo Bouffes-Parisiens, založené roku 1855 Jacquesem Offenbachem, bylo na přelomu 50. a 60. let 19. století oblíbené u pařížské mondénní společnosti, včetně proslulého „Jockey Clubu“ tehdejší zlaté mládeže. V jeho repertoáru se také objevilo více drobných děl napsaných amatéry z lepších kruhů, obvykle pod různými pseudonymy: například vévoda de Morny zde uvedl operetu Le Mari sans le savoir pod pseudonymem M. de Saint-Rémy, vikomtesa de Grandval zase Lízin krejcar pod pseudonymem Caroline Blangy. 
Nedlouho poté, co se Offenbach řízení divadla v únoru roku 1862 vzdal, uvedly Bouffes-Parisiens – a to krátce před koncem sezóny a odjezdem na turné do Vídně – dvě jednoaktové operetní novinky. Vedle Un 1er avril (tj. Apríl) Jeana-Jacquese-Josepha Debillemonta to byl Muž v letech. Autor textu, Émile Abraham (1833–1907), byl novinář a hudební kritik pro řadu listů, generální tajemník několika divadel a k tomu autor komedií a operetních libret. Zato major Henri-Adolphe Cartier (1836—1899) byl mladý amatér, o němž noviny prozrazovaly, že je to „homme du monde“, tj. pan z vyšších kruhů, „známý z dostihové dráhy“ – Henri Cartier proslul skutečně především jako majitel dostihových koní a patřil mezi zakládající členy La Société des Steeple-Chases de France – a autor „vícerých salonních úspěchů“. Přestože byl na plakátech i v tisku bezprostředně po premiéře uváděn jako jediný autor, bylo známo (a registry autorských práv to dokládají), že na hudbě anonymně spolupracoval Léo Delibes, v té době vedle samotného Offenbacha nejstálejší spolupracovník Bouffes-Parisiens, který k amatérovu dílu přispěl svým hudebním vzděláním a profesionální zkušeností. Autoři Encyclopédie théatrale illustrée z roku 1869 jmenovali Delibese dokonce jako jediného autora.

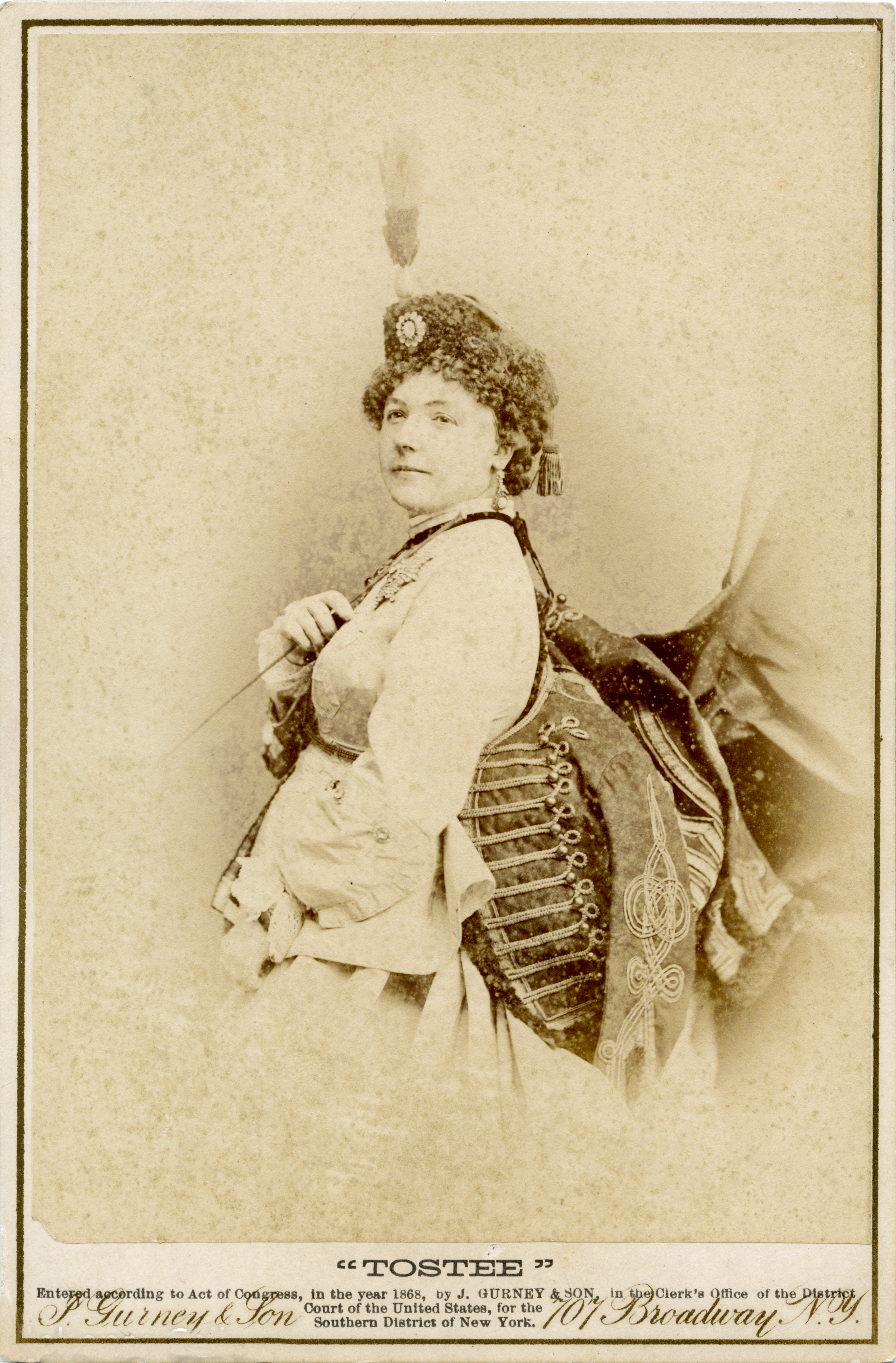
Lucille Tostée, první představitelka Babetty v Muži v letech (na fotografii jako Velkovévodkyně z Gerolsteinu)

Divadelní kritik a historik Albert de Lasalle v Le Monde illustré označil Muže v letech – spolu s Debillemontovým Aprílem – za „dvě operety, kterým není zrovna dáno vyvolat senzaci“. Ve své knize La musique à Paris shrnující rok 1862 tvrdí, že operetu si obecenstvo „obecně užilo“, avšak „hudba v nás nezanechala žádnou vzpomínku; bude to naší vinou nebo vinou autora (přesně to nevíme)“. A Delphin Balleyguier v týdeníku La Semaine musicale soudil, že v této drobné operetě skladatel „neměl vůbec čas prokázat své kvality. Počkáme tedy, abychom soudili lépe.“ Recenzent Revue et Gazette musicale de Paris o operetě mínil: „Přes trochu nezkušenosti, v podobném případě omluvitelné, se v ní tu a tam najdou příjemné motivy, jež mají zvláště tu přednost, že nepředstírají ctižádost a že dokonale přiléhají ke slovům.“ Jules Lovy v Le Ménéstrel o hudbě tvrdil, že „potěšila“, a prorokoval, že se Muž v letech zařadí mezi nejpřitažlivější kusy repertoáru Bouffe-Parisiens. Z interpretů byla vyzdvihována Lucile Tostée jako služebná Babette a z hudebních čísel její kuplet Moi j'ai pitié du pauvre homme (č. 4), který nejvíce ocenilo i publikum.
Muž v letech nepatřil mezi nejpopulárnější nebo nejhranější operety Bouffes-Parisiennes, avšak do konce roku 1862 byl hrán 17krát a v repertoáru se udržel nejméně do roku 1864.
Vedle Muže v letech napsal Cartier řadu drobných děl pro salonní amatérské provozování, v profesionálním divadle však bylo uvedeno jen jedno jeho další dílo, opereta Le Train de maris (Vlak manželů), rovněž na Abrahamovo libreto. Ta měla premiéru 24. prosince 1867 a hrála se v divadle Théâtre de l'Athénée jako úvodní kus k operetě Marlborough jde do války (na které se rovněž podílel Delibes), ale bez úspěchu: „bezcenná aktovka, přijatá chladně“, hodnotil ji lakonicky divadelní historik.

## Osoby a první obsazení
| osoba                   | hlasový obor             | premiéra (6. května 1862)            |
| ----------------------- | ------------------------ | ------------------------------------ |
| Trufaldin, muž v letech | tenor (buffo – laruette) | Désiré (vl. jm. Amable Courtecuisse) |
| Agnès, 35 let           | mezzosoprán              | Baudouin                             |
| Lise, 17 let            | soprán                   | Lucie Dalbert                        |
| Babette, 23 let         | soprán                   | Lucil(l)e (vl. jm. Émilie) Tostée    |

## Děj operety
(Trufaldinova ložnice s výhledem na dvě okna naproti)

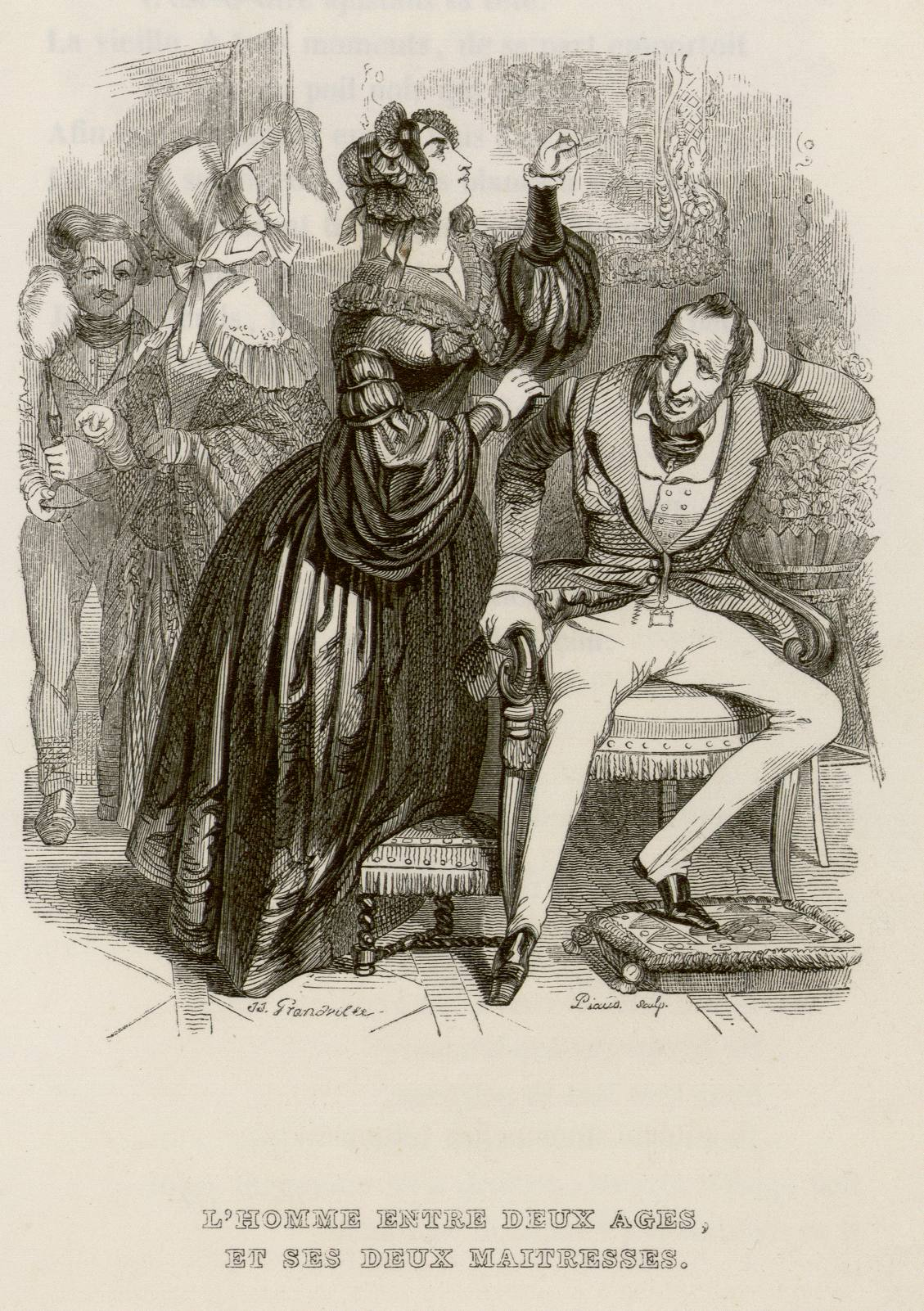
Muž v letech, ilustrace J. J. Grandvilla k La Fontainově bajce

Trufaldinovi, zámožnému muži „mezi dvěma věky“, zpívají zamilovanou serenádu hned dvě jeho obdivovatelky: mladičká Lise a zralejší Agnès (předehra a č. 1 tercet - serenáda C'est moi, je viens dès l'aurore ... Le soleil se lève et l'oiseau chante). Trufaldin mezi oběma ženami váhá, cítí se jako don Juan a nemůže se rozhodnout – snad pro Lise, která je přitažlivější... 
Nejprve ho navštíví Lise. Vypráví mu, jaký je štramák mladistvého vzezření, přiměje ho, aby se převlékl do upnutých šatů, nutí ho do tance a vytrhává mu šedé vlasy (č. 2 duet a sarabanda Laissez-moi, de grâce, ôter ces cheveux). Přitom se nenápadně vyptává na Trufaldinovy majetkové poměry a přesvědčí ho, aby jí slíbil, že si ji zítra vezme – s řádnou svatební smlouvou a závětí v její prospěch. Trufaldin je nezištnou láskou mladé dívky okouzlen, jen se musí připravit na to, jak odmítnout Agnès (č. 3 kuplet Trufaldina Vous avez un trop grand défaut). Trufaldinova věrná, ale prostořeká služebná Babette se mu snaží osvětlit, že ze sebe dělá blázna a že Lisu – stejně jako Agnès – zajímá jen jeho majetek (č. 4 kuplet Babetty Quand Lise auprès du pauvre homme), ale to si Trufaldin nechce připustit.
Poté přichází Agnès. Zatímco Lise ho povzbuzovala k činnosti, Agnès ho opečovává a dělá mu pohodlí. Přiměje ho převléci se do pohodlného domácího županu a vytrhává mu černé vlasy, které kazí jeho ušlechtilé stříbro (č. 5 duet Laissez-moi, de grâce, ôter ces cheveux). I ona po něm vyzvídá jeho příjmy. Trufaldin si libuje v komfortu, Lise se mu nyní zdá být větroplaška nezralá k manželství, a proto slibuje Agnès, že si ji již zítra vezme. Teď už jen přemítá, jak to vysvětlit Lise...
Babette přesvědčuje Trufaldina, že Agnès stejně jako Lise na něm nezáleží, byť by mu obě vyznávaly nehynoucí lásku a oddanost. Jedna z něj dělá směšného zralého muže hrajícího si na junáka, druhá zase vetchého staříka. Trufaldin ji obviňuje, že jen žárlí a chtěla by si ho vzít sama. Babette se tomuto nařčení nepřesvědčivě brání (č. 6 kuplet Babetty Vous pouvez avois semblable pensée!).
Je slyšet, jak se obě sousedky před Trufaldinovými dveřmi potkaly a vjely si do vlasů. Babette Trufaldina schová a obě ženy přivede, aby pán viděl, co jsou zač. Po straně Agnès i Lise namluví, že si Trufaldin dnes ráno vzal tu druhou. Nápadnice přestanou předstírat a přiznávají si navzájem, že jim je Trufaldin lhostejný a že chtěly jen jeho peníze. Trufaldin vystoupí z úkrytu, Agnès i Lisu vyhání a nabízí sňatek Babettě (č. 7 finále – kvartet Mais quel est donc ce tapage!).